# Diponthus maculiferus
Diponthus maculiferus är en insektsart som först beskrevs av Walker, F. 1870.  Diponthus maculiferus ingår i släktet Diponthus och familjen Romaleidae. Inga underarter finns listade i Catalogue of Life.